# Беря
Беря́ (якут. Бэрэ) — посёлок в Чурапчинском улусе Республики Саха (Якутия) России. Входит в состав Сыланского наслега .

## География
Посёлок находится в таёжной зоне, на расстоянии 31 км от Чурапчи, административного центра улуса. Расстояние до центра наслега Усун-Кюёль составляет 7 км.

## Население
| 2002 | 2010 | 2021 |
| ---- | ---- | ---- |
| 66   | ↘60  | ↘34  |

## Улицы
- ул. Новая,
- ул. П.И. Макарова,
- ул. П.И. Сивцева.

## Ссылка
- sakha.gov.ru — официальный сайт информационного портала Республики Саха (Якутия)
- ЧУРАПЧИНСКИЙ УЛУС. СЫЛАНСКИЙ НАСЛЕГ. МСУ «Наша Арктика». Дата обращения: 31 мая 2015. Архивировано из оригинала 4 марта 2016 года.